# 祓川 (福岡県)
祓川（はらいがわ）は、福岡県京都郡みやこ町から行橋市を流れる二級河川。今川と並び、行橋市とみやこ町を流れる代表的な河川である。流域延長は31km。

## 概要
大分県と接する英彦山付近を源流とし、みやこ町犀川地区を流れる。源流部から、みやこ町上坂付近までは川に沿って国道496号が南北に通っており、流域はのどかな田園風景となっている。徳永から行橋市津留までは国道10号と並行するように流れ、今井地区を経由して周防灘へ注ぐ。
上流部は清流であるため、夏になるとホタルが飛ぶことで有名である。なお、祓川の一部では水深が深くなっている所があるため遊泳禁止とされている場所がある。この場所では過去に死亡事故が発生したこともある。

## 県営伊良原ダムの建設予定地
現在、みやこ町犀川伊良原地区には県営伊良原ダムが建設されており、2017年までに竣工する予定である。この伊良原ダムは祓川の洪水調整、周辺の農業用水の確保、猛暑の影響で水不足に陥りやすい田川地区および北九州地方へ水道水を確保することを目的とする多目的ダムであり、1974年から建設が始まった。当初は2000年までに竣工する予定であったが用地買収などの遅れにより工事が進まず、竣工時期が二度に渡り変更され最終的には2017年となった。ダムの建設により犀川伊良原地区の集落がダム底に水没することになっており、住民への補償や付替道路の建設が進んでいる。